# Winter Sonata (série télévisée)
Winter Sonata est une série télévisée sud-coréenne en vingt épisodes de 50 minutes, créée par Yoon Seok-ho et diffusée entre le 14 janvier et le 19 mars 2002 sur le réseau KBS. 
Cette série est inédite en France, en Belgique, en Suisse et au Canada.

## Synopsis
Jun-sang et Yoo-jin se rencontrent au lycée et tombent éperdument amoureux l'un de l'autre. Mais une tragédie vient briser cet amour lorsque Jun-sang se tue dans un accident de voiture.
Dix ans plus tard, Yoo-jin rencontre un homme qui ressemble trait pour trait à son amour de jeunesse, mais elle est fiancée à Sang-hyuk…

## Distribution
- Bae Yong-jun : Kang Jun-sang
- Choi Ji-woo : Jung Yu-jin
- Park Yong-ha : Kim Sang-hyuk
- Park Sol-mi : Oh Che-lin
- Kwon Hae-hyo : Kim

## Diffusion internationale
- KBS2 (2002)
- GMA Network
- La Tele, TVes
- Ecuavisa
- TV Perú, Panamericana Televisión

## Réception
À l'origine, Winter Sonata est un drama sud-coréen baptisé Gyeoul yeonga. Composé de 20 épisodes de 53 minutes chacun, il fut diffusé du 14 janvier au 19 mars 2002 sur la chaîne KBS le lundi et le jeudi à 21 h 50. Choi Heup, correspondant du journal sud-coréen Chosun Ilbo, révéla que le programme ne connut pas le succès en Corée du Sud. Il fallut attendre l'année suivante, lorsque débuta véritablement la vague coréenne et l'étonnant parcours de Winter Sonata. Le drama fut diffusé au Japon à partir de 2003 sur la chaîne NHK BS2 connaissant un large succès menant à sa reprogrammation à la fin de l'année 2003 puis du 3 avril au 21 août 2004 via la principale chaîne du réseau NHK. Du 20 au 30 décembre, la chaîne NHK BS2 diffusa une version intégrale avec les séquences coupées durant les précédentes programmations soit un total de 60 minutes.
Pour estimer l'engouement du public pour cette série au Japon, on peut remonter à mai 2004. Le 22 mai 2004, l'épisode de Winter Sonata fut déprogrammé pour couvrir le sommet entre le Japon et la Corée du Nord avec notamment la visite du premier ministre d'alors, Jun'ichirō Koizumi. L'épisode fut tout de même diffusé une semaine plus tard, le 29 mai, pour autant la chaîne reçut près de 3 000 plaintes de spectateurs mécontents de cette déprogrammation. Lorsque la chaîne fut de nouveau confrontée au problème avec les Jeux Olympiques d'Athènes, elle décida de décaler la diffusion du 19e épisode prévue le 15 août à un horaire différent soit 23h10. L'épisode fut néanmoins rediffusé à 2 h du matin puis le 16 à 13 h 05. L'audience était là et l'audimat lors du 20e et dernier épisode s'élevait à 12,6 % dans la région de Tokyo et 23,8 % pour celle d'Osaka. L'audience monta à 20,6 % dans la région du Kantō et 23,8 dans celle du Kansai selon Video Research, fait remarquable pour un drama diffusé à 11h du soir.
On trouve même désormais des agences de voyages (comme TIK Tour Service) proposant une journée de visite à Séoul sur les lieux du tournage. Il s'agit même de l'un des arguments du KTO (Korea Tourism Organization). La ville où se déroule le drama, Chuncheon, vit son nombre de touristes augmenter de trois fois et demi atteignant 140 000 Japonais. On estime à 500 000 le nombre de touristes venant visiter la Corée à la suite du drama.
En juillet 2004, le premier volume du manhwa se vendit à plus de 1,22 million d'exemplaires. L'éditeur Ohzora Publishing Ltd. proposa cette version scénarisée par Kim Yun Hee et Yun Eun Kyung, le tout mis en scène par Misao Hoshiai en 8 volumes de juillet 2004 à juin 2005. Dans un autre registre, un pachinko arriva même sur le marché en 2006.
Lors de sa visite au Japon en avril 2004, l'acteur principal Bae Yong-jun, surnommé Yon-sama dans l'archipel, déchaîna les foules. Même le premier ministre japonais Jun'ichirō Koizumi reconnut ce dernier comme un excellent acteur. L'année 2005 serait notamment marquée par sous le sceau de l'amitié nippo-coréenne afin de célébrer le quarantième anniversaire de la normalisation des relations entre les deux pays. Shinzō Abe, premier ministre de septembre 2006 à septembre 2007, se réclama également des fans du drama.

## Anime
La série a été adaptée en animé de 26 épisodes pour la télévision japonaise sous le titre Winter Sonata (Fuyu no Sonata). La particularité de l'animé est que 23 des acteurs originaux de la série sud-coréenne ont été engagés pour le doublage et l'animé fut sous-titré pour les téléspectateurs japonais. C'est probablement le succès de la série sur le sol nippon et l'amour du public pour son acteur principal qui ont dirigé les producteurs vers ce choix artistique.